# Diana Drubig
Diana Drubig (* 27. Februar 1981 in Leipzig) ist ein deutsches Fotomodell sowie eine ehemalige Schönheitskönigin.
Am 12. Januar 1999 wurde die gelernte Rechtsanwaltsgehilfin als Miss Sachsen in Trier zur Miss Germany der damaligen Miss Germany Association (MGA) gewählt.
Im gleichen Jahr belegte sie bei der Wahl zur Miss Intercontinental am 22. April in Bochum den vierten Platz und kandidierte Anfang Dezember bei der Miss World.
Nach ihrer Wahl konnte sie für Moderationen und Werbeaufnahmen gebucht werden und setzte ihre Model-Tätigkeit zunächst fort. 2005 wurde sie als selbständige Fotodesignerin tätig.